# Lago de Plau
O lago de Plau (em alemão:  Plauer See) é um grande lago localizado no estado federal de Meclemburgo-Pomerânia Ocidental, Alemanha.